# Моран, Фабьен
Фабье́н Мора́н (фр. Fabienne Morand) — французская кёрлингистка.
В составе женской сборной Франции участник чемпионатов мира и Европы.
Играла в основном на позициях первого и второго.

## Команды
| Сезон                                          | Четвёртый     | Третий         | Второй           | Первый                                  | Запасной                                                   | Турниры              |
| ---------------------------------------------- | ------------- | -------------- | ---------------- | --------------------------------------- | ---------------------------------------------------------- | -------------------- |
| 1993—94                                        | Анник Мерсье  | Катрин Лефевр  | Mireille Mercier | Veronique Gannaz                        | Фабьен Моран                                               | ЧЕ 1993 (9 место)    |
| 1995—96                                        | Анник Мерсье  | Катрин Лефевр  | Mireille Mercier | Фабьен Моран                            | Nadia Bénier тренеры: Heidi Schlapbach, Патрик Филипп      | ЧЕ 1995 (13 место)   |
| 1996—97                                        | Nadia Bénier  | Фабьен Моран   | Mireille Mercier | Tania Ducroz                            | тренер: Патрик Филипп                                      | ЧЕ 1996 (8 место)    |
| 1997—98                                        | Оде Бенье     | Nadia Bénier   | Лаура Мутацци    | Татьяна Дюкро                           | Фабьен Моран                                               | ЧЕ 1997 (13 место)   |
| 1998—99                                        | Оде Бенье     | Nadia Bénier   | Лаура Мутацци    | Фабьен Моран                            | Татьяна Дюкро тренеры: Maurice Dupont-Roc, Андре Дюпон-Рок | ЧЕ 1998 (8 место)    |
| 1999—00                                        | Оде Бенье     | Стефани Жакказ | Фабьен Моран     | Татьяна Дюкро                           | Сандрин Моран тренер: Nadia Bénier                         | ЧЕ 1999 (7 место)    |
| 1999—00                                        | Оде Бенье     | Стефани Жакказ | Фабьен Моран     | Сандрин Моран                           | Лаура Мутацци                                              | ЧМ 2000 (10 место)   |
| Кёрлинг среди смешанных команд (mixed curling) |               |                |                  |                                         |                                                            |                      |
| 2007—08                                        | Тьерри Мерсье | Фабьен Моран   | Patrick Boez     | Marie-Pierre D'Espezel de Roquetaillade |                                                            | ЧЕСК 2007 (18 место) |

(скипы выделены полужирным шрифтом)